# Gof Boro
Gof Boro är en krater i Kenya.   Den ligger i länet Marsabit, i den centrala delen av landet, 400 km norr om huvudstaden Nairobi. Toppen på Gof Boro är 555 meter över havet.
Terrängen runt Gof Boro är huvudsakligen platt. Runt Gof Boro är det glesbefolkat, med 12 invånare per kvadratkilometer. Det finns inga samhällen i närheten. Omgivningarna runt Gof Boro är i huvudsak ett öppet busklandskap.